# كاترينا كوليتون
كاترينا كوليتون (بالإنجليزية: Katrina Colleton)‏ مواليد 17 مارس 1971 في تامبا، هي لاعبة كرة سلة أمريكية معتزلة. تم اختيارها من قبل فريق لوس أنجلوس سباركس خلال الدرافت. لعبت مع لوس أنجلوس سباركس وميامي سول في الاتحاد الوطني لكرة السلة النسائية.

## روابط خارجية
- كاترينا كوليتون على موقع الاتحاد الوطني لكرة السلة النسائية (الإنجليزية)
- كاترينا كوليتون على موقع كلية كرة السلة في سبورتس رفرنس.كوم (الإنجليزية)
- كاترينا كوليتون على موقع بروبوليرز (الإنجليزية)
- كاترينا كوليتون على موقع سبورتس رفرنس (الإنجليزية)